# Heves (ville)
 (août 2023).
Si vous disposez d'ouvrages ou d'articles de référence ou si vous connaissez des sites web de qualité traitant du thème abordé ici, merci de compléter l'article en donnant les références utiles à sa vérifiabilité et en les liant à la section « Notes et références ».
Heves est une ville et une commune du comitat de Heves en Hongrie.

## Histoire
La ville est connue pour la culture de Kyjatice.